# Pláka (Piérie)
Pour les articles homonymes, voir Pláka (homonymie).
Pláka, en grec moderne : Πλάκα, est un village du dème de Díon-Ólympos, de Macédoine-Centrale en Grèce.
Selon le recensement de 2011, la population du village s'élève à 192 habitants.